# Feethams
Feethams was een voetbal- en cricketterrein in Darlington (Engeland). Het was de thuishaven van Darlington F.C. van 1883 tot 2003, in welk jaar de club verhuisde naar een nieuw stadion aan de rand van Darlington. Op het terrein werden ook  county cricketwedstrijden gespeeld. Het voetbalstadion is in 2006 gesloopt. Het cricketterrein wordt nog steeds gebruikt.

## Geschiedenis
Feethams is de thuishaven van de  cricketclub van Darlington. Vanaf de jaren 60 van de 19e eeuw werd er voetbal gespeeld op deze plek. Vanaf het oprichtingsjaar 1883 betrok Darlington F.C., een professionele voetbalclub, Feethams als thuishaven - en dat bleef het 120 jaar lang.
Op Feethams werd in 1907 een interland gespeeld door het Engels amateurvoetbalelftal, waarbij de Engelsen het Nederlands voetbalelftal versloegen met 12-2. Hoewel de Engelse voetbalbond deze wedstrijd niet erkent als interland, aangezien deze werd afgewerkt door het amateurelftal, telt de KNVB deze wedstrijd wel mee. Tot op heden is dit de grootste nederlaag die het Nederlands elftal ooit heeft geleden.
De laatste wedstrijd op Feethams werd gespeeld op 3 mei 2003. Voor een uitverkocht huis speelde  Darlington na een 0-2 achterstand met 2-2 gelijk tegen Leyton Orient. Na de overgang naar het nieuwe stadion, Darlington Arena, verviel Feethams snel. Vanwege tegenvallende toeschouwersaantallen in het nieuwe stadion was er even sprake van dat Darlington FC terug zou keren naar Feethams. Zover is het niet gekomen. Feethams werd in februari 2006 afgebroken, kort nadat de oosttribune door brandstichting in as was gelegd.
Het voornemen van het bestuur van de Darlington Cricket Club om het voormalige voetbalterrein te verkopen als bouwterrein voor een nieuwe woonwijk was controversieel vanwege een bepaling in de schenkingsakte uit 1903 waarbij de grond in handen kwam van de Feethams Cricket Field Trust en bepaald werd dat het terrein alleen aan deze stichting werd overgedragen voor gebruik als cricketterrein en overige sportbeoefening. Desondanks werd het voormalige voetbalterrein in 2009 verkocht aan Esh Developments en vervolgens in 2013 doorverkocht aan Persimmon Homes. In 2014 vroeg Persimmon een vergunning aan om 82 huizen te bouwen, waar in een eerder stadium nog aan 146 huizen werd gedacht.

## Indeling
Het terrein was een typisch voorbeeld van een stadion in de lagere divisies met tribunes en banken voor het merendeel van de toeschouwers. Er waren vier tribune-gedeelten: de West Stand; de geheel van zitplaatsen voorziene East Stand; Polam Lane End (zuidzijde); en de Tin Shed home terrace (noordzijde, afscheiding van het cricket terrein). De East Stand was de meest moderne tribune, gebouwd in 1997, en was de belangrijkste oorzaak van de financiële problemen van de club waar Darlington FC uiteindelijk in 2012 aan ten onder zou gaan.

## Merkwaardigheden
Feethams was ongebruikelijk omdat de toeschouwers na binnenkomst via de Twin Towers, een in 1913 geplaatste toegangspoort, om het cricketveld heen moesten lopen om op het voetbalterrein te komen. Vele jaren lang konden supporters in de pauze van kant wisselen, waar flink gebruik van werd gemaakt om na de pauze achter het vijandelijke doel te gaan staan.

## Cricket
Op Feethams zijn vele Durham County Cricket Club-wedstrijden gespeeld. Op dit terrein vond Durham's eerste thuisoverwinning in het County Championship plaats in juni 1992. In deze wedstrijd werd tevens het grootste sight screen ooit in eerste klasse cricket gebruikt. De achterkant van de Tin Shed was lichtblauw geverfd opdat de batsmen de bal beter konden zien.